# بازسازی (رسانه‌ای)

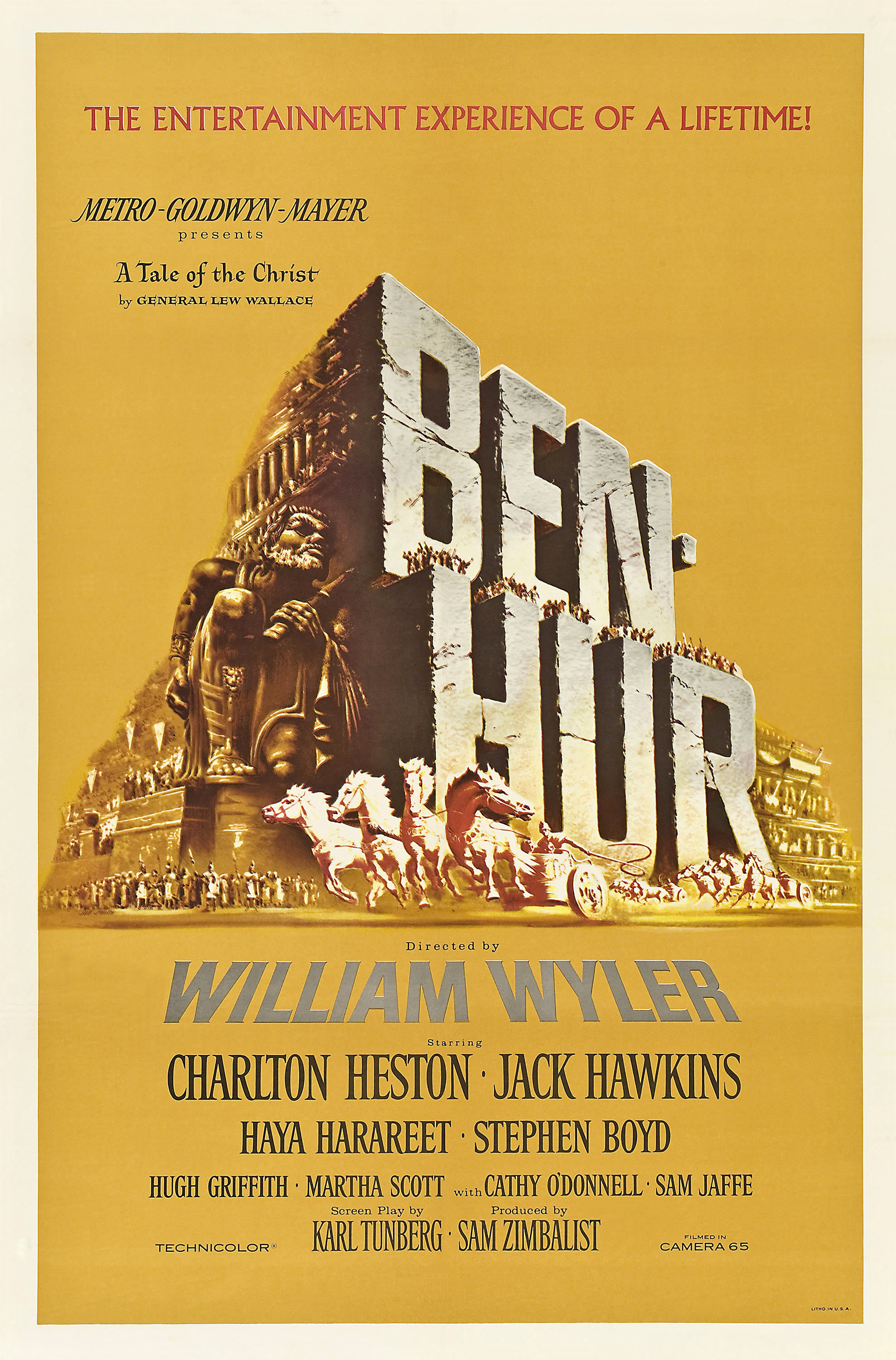
بازسازی (رسانه‌ای)

بازسازی، بازساختن یا ریمِیک (به انگلیسی: Remake) به ساخت دوباره یک فیلم، مجموعه تلویزیونی بازی ویدیویی یا سرگرمی مشابه است که آن فرآورده پیش از آن ساخته شده‌است. بازسازی همان داستان اصلی را بیان می‌کند اما از بازیگران دیگری استفاده می‌کند و ممکن است موضوع را تغییر دهد یا محیط فرهنگی داستان را تغییر دهد.
اصطلاحِ بازسازی می‌تواند به همه چیز در طیفی از عناصر مورد استفادهٔ دوباره در فیلم اشاره داشته باشد: یعنی هم می‌تواند تنها اشاره‌ای تلمیحی یا تلویحی به فیلمِ پیش از خود کند یا به‌شکلِ خط به خط بازسازی را انجام دهد. در مجموع، این اصطلاح به یک نسخهٔ تازه از یک فیلم قدیمی اشاره می‌کند.

## فیلم
یک فیلم بازسازی‌شده از فیلم قبلی به عنوان منبع اصلی خود بهره می‌برد. برای نمونه فیلم یازده یار اوشن محصول ۲۰۰۱ بازسازی شده از فیلم ۱۱ یار اوشن (فیلم ۱۹۶۰) است.
به جز فیلم‌هایی که نما به نما فیلم قبلی را بازسازی می‌کنند، بیشتر بازسازی‌ها تغییرات قابل توجهی در شخصیت، طرح، ژانر و موضوع فیلم می‌کنند. برای نمونه، داستان فیلم حادثه توماس کراون در سال ۱۹۶۸ بر دزدی از بانک متمرکز است، در حالی که بازسازی آن در سال ۱۹۹۹ به نام حادثه توماس کراون (فیلم ۱۹۹۹) شامل دزدی یک تابلو با ارزش است. نمونه دیگر، فیلم صورت‌زخمی است که در سال ۱۹۸۳ با بازی آل پاچینو بازسازی شد. نسخه سال ۱۹۳۲ (صورت‌زخمی (فیلم ۱۹۳۲)) دربارهٔ تجارت غیرقانونی الکل است در حالی که شخصیت‌های نسخه ۱۹۸۳ قاچاقچیان کوکائین هستند.
گاهی اوقات یک بازسازی توسط همان کارگردان اصلی فیلم ساخته می‌شود. آلفرد هیچکاک در سال ۱۹۵۶ فیلم سیاه و سفید خود به نام مردی که زیاد می‌دانست را در سال ۱۹۵۶ با نام مردی که زیاد می‌دانست (فیلم ۱۹۵۶) به صورت رنگی بازسازی کرد.
همه نسخه‌های بازسازی شده از عنوان مشابه نسخه قبلی استفاده نمی‌کنند؛ به عنوان مثال، فیلم 1966 راه برو، فرار نکن، یک بازسازی کمدی از فیلم هرچه بیشتر، خوشحال‌تر است.
فیلم ایتالیایی غریبه‌های تمام‌عیار به علت آنکه در تاریخ سینما بیش از ۱۸ بار بازسازی شد، در فهرست رکوردهای جهانی گینس به عنوان «بازسازی شده‌ترین فیلم تاریخ سینما» ثبت شد.
حلقه محصول ۲۰۰۲ بازخلق آمریکایی فیلم ترسناک ژاپنی حلقه در سال ۱۹۹۸ است.

## تلویزیون
بازسازی در مجموعه‌های تلویزیون کمتر از فیلم‌ها انجام می‌شود، اما هر از گاهی (به ویژه در آغاز قرن ۲۱) بازسازی سریال هم انجام می‌شود. برای نمونه می‌توان به بتل‌استار گالکتیکا، وی، هاوایی فایو-زیرو اشاره کرد.

## بازی‌های ویدئویی
بازسازی بازی‌های ویدیویی معمولاً با هدف مدرن‌سازی بازی برای سخت‌افزارهای تازه‌تر و مخاطبان تازه ساخته می‌شود. به‌طور کلی، سعی در این است که مفاهیم اساسی گیم پلی و عناصر اصلی داستان در نسخه اورجینال حفظ شود. با پیدایش بازسازی‌های قابل توجه بازی‌های ویدئویی مانند رزیدنت ایول ۲ در سال ۲۰۱۹ (پس از آن رزیدنت ایول ۳ در ۲۰۲۰) و فاینال فانتزی ۷ بازساخته‌شده در ۲۰۲۰، این مفاهیم زیر سؤال رفته و به چشم‌انداز گسترده‌تری دیده می‌شود؛ مثلاً در سال ۲۰۰۴ با انتشار متال گیر سالید: زوج اسنیک قابل مشاهده است زیرا این عنوان دارای ویژگی‌های تازه‌تر گیم‌پلی و صداگذاری است.
بازسازی‌ها بیشتر توسط توسعه‌دهنده اصلی یا دارنده حق تجاری انجام می‌شوند، اگرچه برخی از آنها توسط جامعه طرفداران ساخته می‌شوند. اگر بازسازی بازی‌های ویدئویی توسط جامعه ایجاد شود، گاهی اوقات بازی‌های طرفدار نیز نامیده می‌شود.